# Bredhi i Hotovës och Dangëllis nationalpark
Bredhi i Hotovës och Dangëllis nationalpark (på albanska Parku Kombëtar "Bredhi i Hotovës-Dangëlli") är den största nationalparken i Albanien och är belägen i Gjirokastra. Den täcker en yta av 343.61 kvadratkilometer. Nationalparken har fått sitt namn efter byn Hotova i ett område som betraktas som landets viktigaste av Medelhavets biom. Nationalparken omfattar kuperad och bergig terräng, som består av kalksten och sandsten, med flera dalar, kanjoner och floder samt lövfällande- och barrväxter. Internationella naturvårdsunionen har listat nationalparken som kategori II. I nationalparken finns också elva naturminnen.

## Sevärdheter
- Frashëribrödernas tornhus och museum i byn Frashëri rekonstruerades på 1970-talet på initiativ av Albaniens kommunistiska regering. Museet innehåller en del föremål som dokument, fotografier och skulpturer om frashëribrödernas ursprung och deras bidrag till albansk nationalistisk renässans.
- Langaricakanjonen är perfekt för forsränning.
- Den osmanska bron Katiu och termalkällorna i Benja ligger i nationalparken.
- Det finns ett antal stigar i nationalparkens omnejd som är markerade.

Som på flera håll i Albanien är denna nationalpark hotat av byggandet av vattenkraftverk längs Langaricakanjonen. Miljöaktivister protesterar mot byggandet med demonstrationer i Tirana, medan byggnadsarbetet fortfarande pågår i det berörda området, som tros kan skada ekosystemen och påverka arbetssituationen inom turismnäringen negativt.